# سوفیا پالایولوگینا
سوفیا پالایولوگینا (به روسی: Софья Палеоло́г) (حدود ۱۴۴۹ – ۷ آوریل ۱۵۰۳) یک شاهدخت بیزانسی از دودمان پالایولوگی و همسر دوم ایوان سوم، شاهزاده بزرگ مسکو بود. پدرش توماس پالایولوگوس حاکم امیرنشین موریا بود. سوفیا از سمت پسر بزرگش واسیلی سوم که پس از ایوان سوم بر تخت نشست، مادربزرگ پدری ایوان مخوف نخستین تزار و بنیان‌گذار روسیه تزاری بود.

## تولد و اوایل زندگی
سوفیا در حدود سال ۱۴۴۹ در مورا به دنیا آمد. پدرش توماس پالایولوگوس حاکم امیرنشین مورا و برادر کوچک‌تر کنستانتین یازدهم (سلطنت: ۱۴۴۹–۱۴۵۳) آخرین امپراتور بیزانس بود. مادرش کاترین، دختر و وارث چنتریون دوم زاکاریا آخرین شاهزاده مستقل آخائا و بارون آرکادیا بود. سقوط بیزانس در سال ۱۴۵۳ نقطهٔ عطفی در زندگی سوفیا بود. هفت سال بعد در سال ۱۴۶۰، ارتش عثمانی به موریا حمله کرد و توماس و خانواده‌اش به کورفو و سپس به رم فرار کردند. کاترین با فرزندانش در کورفو ماند و در ۱۶ اوت ۱۴۶۲ در آنجا درگذشت.
سوفیا و برادرانش پس از مرگ پدرشان توسط پاپ به فرزندی پذیرفته شدند. سوفیا که در مذهب ارتدکس متولد و بزرگ شده بود، ممکن است در رم به مذهب کاتولیک گرویده باشد. او سال‌های بعدی خود را در دربار پاپ سیکستوس چهارم گذراند. ازدواج سوفیا و ایوان سوم توسط پاپ پل دوم در سال ۱۴۶۹ و احتمالاً به امید تقویت نفوذ کلیسای کاتولیک در روسیه و در نهایت، اتحاد کلیساهای ارتدکس و کاتولیک پیشنهاد شد. از آن سو، ایوان به جهت اصل و نسب بیزانسی سوفیا از این ازدواج استقبال می‌کرد.

## ازدواج با ایوان سوم

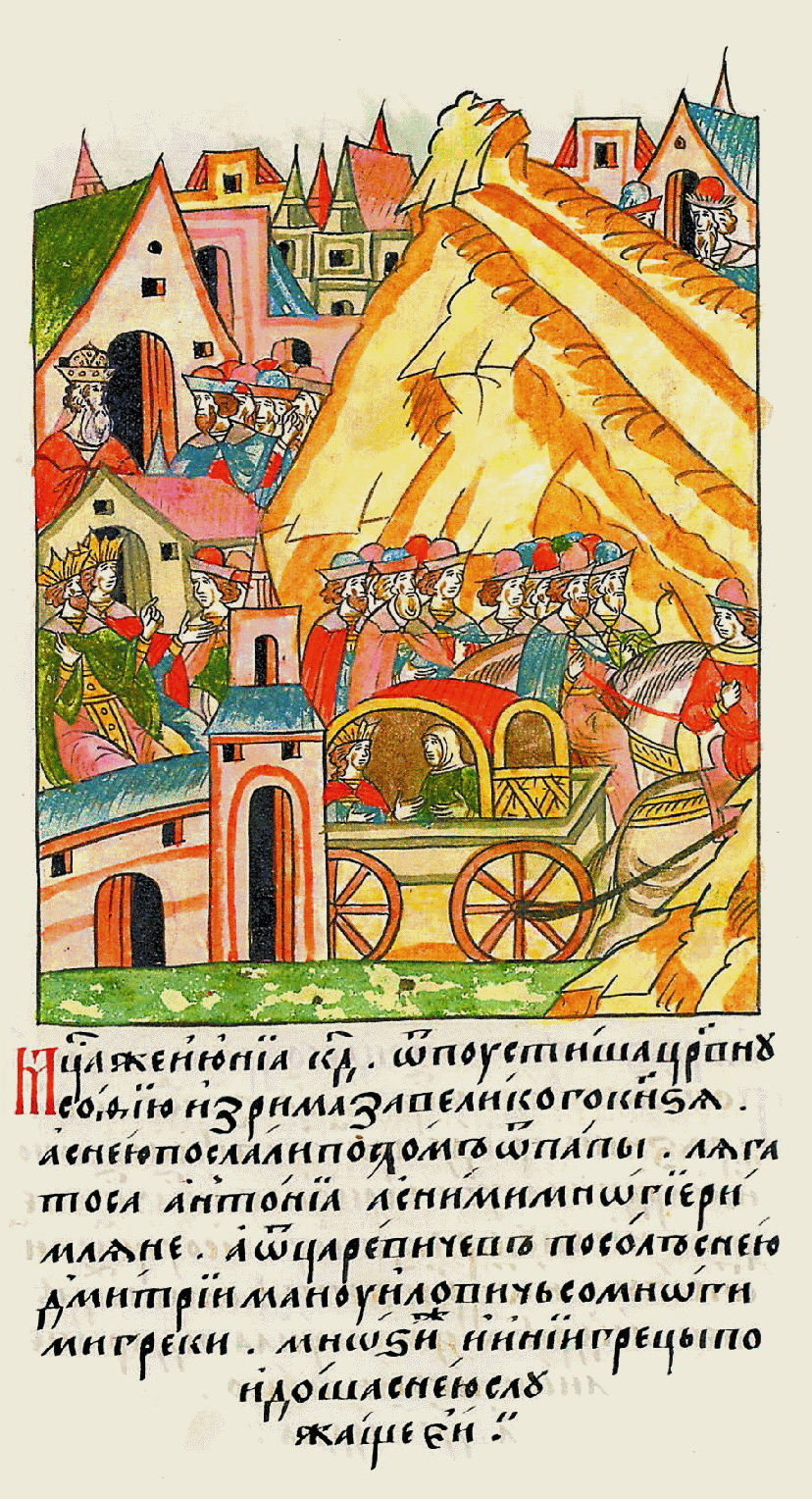
یک مینیاتور روسی که ورود سوفیا پالایولوگینا به مسکو را نشان می‌دهد.

ماریا بوریسونا همسر اول ایوان سوم در سال ۱۴۶۷ درگذشته بود. ایوان از ازدواجش با ماریا پسری به نام ایوان داشت که در سال ۱۴۵۸ به دنیا آمده بود. در ۲۴ ژوئن ۱۴۷۲، سوفیا و همراهانش رم را ترک کردند و در ۱۲ نوامبر همان سال به مسکو رسیدند. حتی پیش از عزیمت او به روسیه، آشکار بود که برنامه‌های واتیکان برای اینکه سوفیا نمایندهٔ مذهب کاتولیک در مسکو باشد، شکست خورده است. عروسی رسمی بین ایوان سوم و سوفیا در همان روز ۱۲ نوامبر ۱۴۷۲ در کلیسای جامع رستاخیز (مسکو) برگزار شد و بلافاصله پس از عروسی، سوفیا به مذهب پدرانش یعنی ارتدکس بازگشت.
سوفیا از شیوهٔ منزوی بودن زنان در روسیه پیروی نکرد و مانند ملکه‌های بیزانسی زندگی می‌کرد. او از سال ۱۴۷۰ تا ۱۴۹۰ یازده فرزند شامل پنج پسر و شش دختر از ایوان به دنیا آورد. به زودی دربار مسکو به دو گروه حامیان ایوان جوان (که از سال ۱۴۷۷ رسماً به‌طور مشترک با پدرش حکومت می‌کرد) و سوفیا پالایولوگینا تقسیم شدند. زمانی که ایوان جوان با النا، دختر استفن سوم مولدووا ازدواج کرد، تنش میان دو جناح بیشتر هم شد. زمانی که ایوان جوان پس از بیمار شدن در ۷ مارس ۱۴۹۰ درگذشت، این شایعه وجود داشت که سوفیا او را مسموم کرده است. دست کم در سال ۱۴۹۷، سوفیا و پسر بزرگش واسیلی توطئه‌ای برای کشتن دیمیتری، پسر ایوان جوان ترتیب دادند؛ اما کارشان به رسوایی کشید و احتمالاً از دربار اخراج شدند.
در ۴ فوریهٔ ۱۴۹۷، دیمیتری جوان به عنوان فرمانروای مشترک با پدربزرگش ایوان سوم، تاج‌گذاری کرد. با این همه، در سال ۱۵۰۲ نظر ایوان تغییر کرد. دیمیتری و مادرش النا برای همیشه زندانی شدند و واسیلی پسر سوفیا که به دربار بازگشته بودند، فرمانروای مشترک و جانشین ایوان شد.

## مرگ و ارزیابی

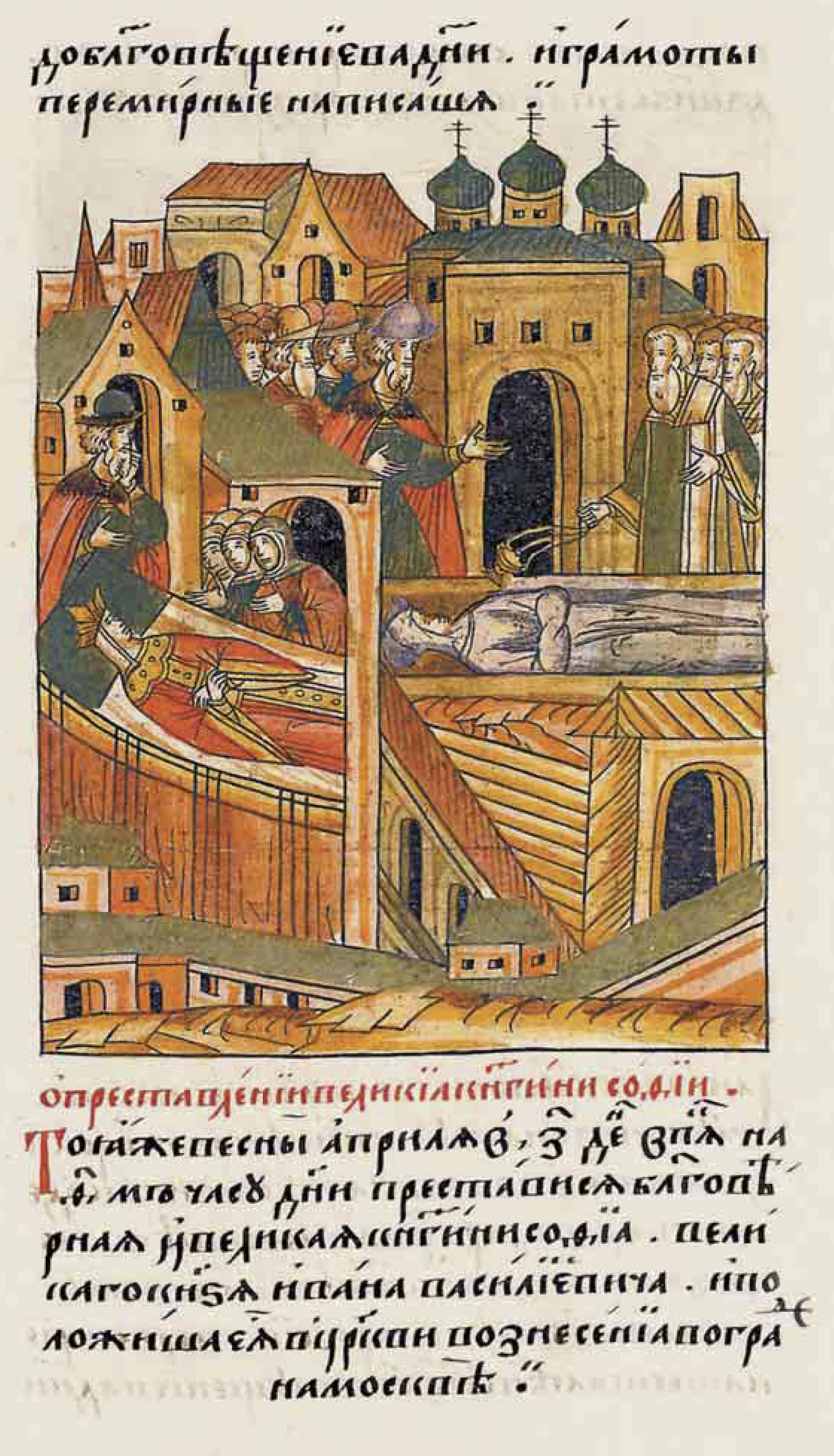
یک مینیاتور روسی که مرگ و تشییع سوفیا پالایولوگینا را نشان می‌دهد.

پیروزی پسرش واسیلی در رسیدن به جانشینی، آخرین رویداد مهم زندگی سوفیا بود. او در ۷ آوریل ۱۵۰۳ و دو سال پیش از شوهرش ایوان سوم درگذشت. پیکر او در یک تابوت بزرگ سنگی سفید در سرداب صومعه معراج و در کنار قبر ماریا بوریسونا، همسر اول ایوان به خاک سپرده شد.
ایوان سوم ازدواج با سوفیا پالایولوگینا را به عنوان راهی برای آوردن مشروعیت بیزانسی به دربار روسیه انتخاب کرده بود. مطابق باور رایج، این کار موجب ورود هرچه بیشتر آیین‌ها و نمادهای بیزانسی به دربار روسیه شد. تأثیر سوفیا بر دربار چشمگیر بود. ایوان سوم نماد عقاب دو سر بیزانسی را به پیشنهاد او در نشان سلطنتی روسیه گنجانید. ایوان همچنین سنت‌های بیزانس خاصی را در مراسمات روسیه وارد کرد؛ مانند انجام تاج‌گذاری‌های بیشتر و مبتنی بر کلیسا.

## فرزندان
- النا ایوانووا روریکنا (۱۸ آوریل ۱۴۷۴ – ۹ مهٔ ۱۴۷۶)، در کودکی مرد.
- فئودوسیا ایوانووا روریکنا (مه ۱۴۷۵)، در کودکی مرد.
- النا ایوانووا روریکنا (۱۹ مهٔ ۱۴۷۶ – ۲۰ ژانویهٔ ۱۵۱۳)، با الکساندر یاگیلون پادشاه لهستان و دوک بزرگ لیتوانی ازدواج کرد.
- واسیلی ایوانوویج روریک (۲۶ مارس ۱۴۷۹ – ۳ دسامبر ۱۵۳۳)، شاهزاده بزرگ مسکو شد.
- یوری ایوانوویچ روریک (۲۳ مارس ۱۴۸۰ – ۳ اوت ۱۵۳۶)، شاهزاده دیمیتروف شد و بر اثر گرسنگی در زندان درگذشت.
- دیمیتری ایوانوویچ روریک (۶ اکتبر ۱۴۸۱ – ۱۴ فوریهٔ ۱۵۲۱)، شاهزاده اگلیچ شد.
- اودوکیا ایوانووا روریکنا (فوریهٔ ۱۴۸۳ – ۸ فوریهٔ ۱۵۱۳)، با خان کازان ازدواج کرد.
- النا ایوانووا روریکنا (۸ آوریل ۱۴۸۴)، در کودکی مرد.
- فئودوسیا ایوانووا روریکنا (۲۹ مهٔ ۱۴۸۵ – ۱۹ فوریهٔ ۱۵۰۱) با واسیلی شاهزاده خولم ازدواج کرد.
- سیمئون ایوانوویچ روریک (۲۱ مارس ۱۴۸۷ – ۲۶ ژوئن ۱۵۱۸) شاهزاده کالوگا شد و پس از اتهام خیانت به لیتوانی گریخت.
- آندری ایوانوویچ روریک (۵ اوت ۱۴۹۰ – ۱۱ دسامبر ۱۵۳۷) شاهزاده استاریتسا شد و در زندان کشته شد.

## نگارخانه

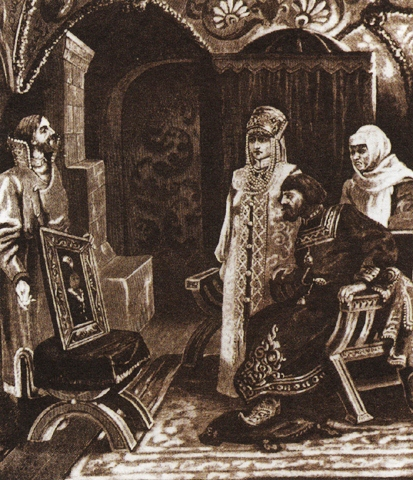
نگارهٔ «ایوان فریزین سفیر ایوان سوم پرتره‌ای از سوفیا عروس آینده‌اش را به او نشان می‌دهد» اثر ویکتور موژل در ۱۹۲۴م
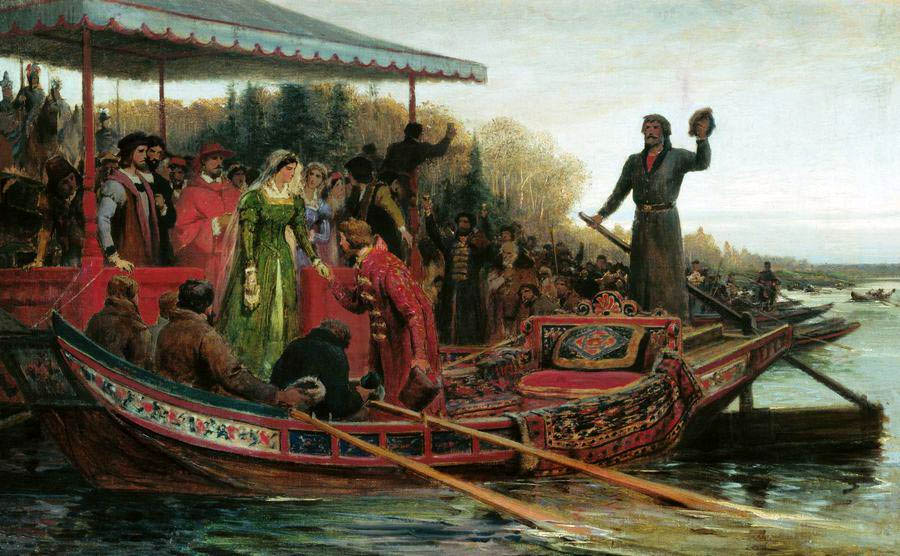
نگارهٔ «ملاقات تزارونا» اثر فیودور برونیکوف در ۱۸۸۳م که استقبال روس‌ها از او برای آوردنش به مسکو را نشان می‌دهد.
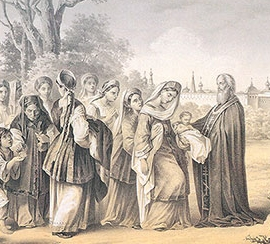
یک دیوارنگاره از ملاقات سرگیوس رادونژ و سوفیا پالایولوگینا در ۱۸۶۶م
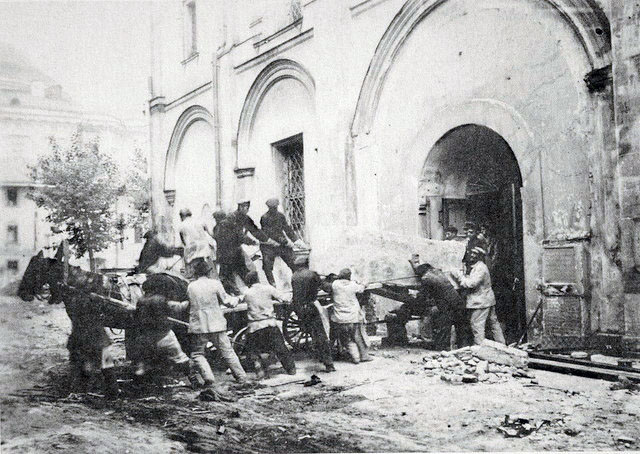
نقش قبر سوفیا پالایولوگینا در سال ۱۹۲۹م (تابوت او به کلیسای جامع فرشته مقرب منتقل شد)